# 히가시고이촌
히가시고이촌(東五位村)은 도야마현 니시토나미군에 있던 촌이다.

## 역사
- 1889년 4월 1일 - 정촌제 시행에 의해 도나미군 히가시고이촌이 성립하였다.
- 1896년 3월 29일 - 군 개편에 의해 도나미군에서 분립해 니시토나미군이 성립하여, 니시토나미군에 속하게 되었다.
- 1953년 10월 5일 -  다카오카시에 편입되었다.

## 참고문헌
- 『市町村名変遷辞典』東京堂出版、1990年。